# 숭종회
숭종회(崇宗會)는 대한제국 말기에 결성된 유교 계열의 단체이다.
1909년 6월에 설립되었으며 단체의 목표는 "유교 진흥"이었다. 주요 참가 인물은 대한제국 고위 관료들이었고 친목단체 성격을 품고 있었다. 인적 구성과 명목상의 단체 구성 목표에서 공자교회와도 유사한 점이 있다.
회장으로는 이용직이 취임했고, 찬성장은 이완용을 비롯해 임선준과 조중응이 함께 맡았다. 회장과 찬성장은 1909년 6월 12일에 선출되었다.
회장 이용직이 곧 활동을 시작하여 7월 2일부터 지방을 순회했다. 이는 각 도에 숭종회를 설립하기 위한 것이었다. 곧이어 7월 8일에는 현직 총리대신인 이완용과 농상공부대신 조중응이 숭종회의 활동을 찬성한다는 견해를 밝혔다.
10월 9일에 대동학회가 공자교회로 개편되고 이용직이 회장으로 영입되면서 숭종회의 활동은 보이지 않는다.

## 참고자료
- 친일인명사전편찬위원회 (2004년 12월 27일). 《일제협력단체사전 - 국내 중앙편》. 서울: 민족문제연구소. 189쪽쪽. ISBN 8995330724.